# 橋口隆吉
橋口 隆吉（はしぐち りゅうきち 1914年8月23日 - 1996年10月4日）は、日本の金属・材料物理学者。東京大学工学部教授、東京理科大学理工学部長を歴任。

## 略歴
神奈川県横須賀市出身。府立一中、一高を経て、1939年東京帝国大学工学部冶金学科卒業。1954年から1975年まで東京大学工学部教授。1976年から1983年まで東京理科大学理工学部長を歴任。
東大教授時代から日本の核融合炉の材料開発の第一人者として携わる。金属結晶の格子欠陥と物性との関係についての研究を進め、「内部摩擦による金属材料の研究（金属結晶格子欠陥の内部摩擦現象）」研究にて西山賞、日本学士院賞を受賞した。日本結晶成長学会の初代会長も務めた。

## 受賞歴
- 1974年　西山賞
- 1976年　日本学士院賞
- 1981年　日本金属物理学会賞
- 1982年　本多記念賞